# Городнов, Леонид Валерьевич
Леонид Валерьевич Городнов (род. 20 мая 1973) — российский футболист, игрок в мини-футбол и пляжный футбол, вратарь; тренер. Мастер спорта России международного класса (2010).
Воспитанник саратовской СДЮШОР профкома СЭПО. В первенстве России по футболу провёл несколько матчей во второй и третьей лигах за «Зенит» Пенза (1992—1993, 1995) и «Заволжье» Энгельс (1993). Играл за мини-футбольные клубы Саратова «СПЗ-Рома» (1993/94 — 1994/95, 1996/97) и «Сатурн» (1999/2000 — 2000/01).
Участник чемпионатов мира по пляжному футболу 2007, 2008 и 2009 годов. Выступал за пляжные клубы «Дельта» (2010) и «Ротор-Волгоград» (2012—2013, играющий тренер, помощник Эмиля Джабарова). Главный тренер команд «Ротор-Волгоград», «Золотой» (2015—2016), «Дельта» (с 2016).

## Достижения
- Победитель Евролиги (2009)
- Бронзовый призёр чемпионата мира по пляжному футболу (2): (2007, 2008),
- Серебряный призёр чемпионата России 2013
- Бронзовый призёр Кубка России 2013.